# Takapoto
Takapoto egy majdnem egészen körbezárt atoll sziget a Dél-Csendes-óceánon. A terület politikailag Francia Polinéziához tartozik. Takapoto a Tuamotu-szigetek egyik alcsoportjának, a György király szigetcsoportnak a része. A György király-szigetek a Tuamotu szigetcsoport északnyugati részén található. A György király-szigetek másik négy tagja Ahe, Manihi, Takaroa és Tikei. A szigetcsoport legkeletibb szigete Tikei és a legnyugatibb Ahe. A kettő között lévő távolság mintegy 200 km. Legközelebbi szomszédja Takaroa csupán 10 km-re van tőle keletre. Takapoto Tahititől 538 km-re északkeletre található. Az északnyugatról délkelet felé elnyúló Palliser szigetcsoport alakjától eltérően a György király-szigetek ennek a tükörképeként délnyugatról északkelet felé nyúlik el.

## Földrajza
Takapoto egy viszonylag nagy, elnyújtott, sziget, amely 6,7 km széles és 20 km hosszú, területe 85 km². Lagúnája valójában egy hatalmas hiperszalin tó, amelyben fitoplanktonok élnek. A tóba nem vezet be tengerszoros, csupán egy aprócska csatorna.
A legfőbb település az atollon Fakatopatere, de körben mindenhol élnek emberek az atoll egyéb részein is.

## Története

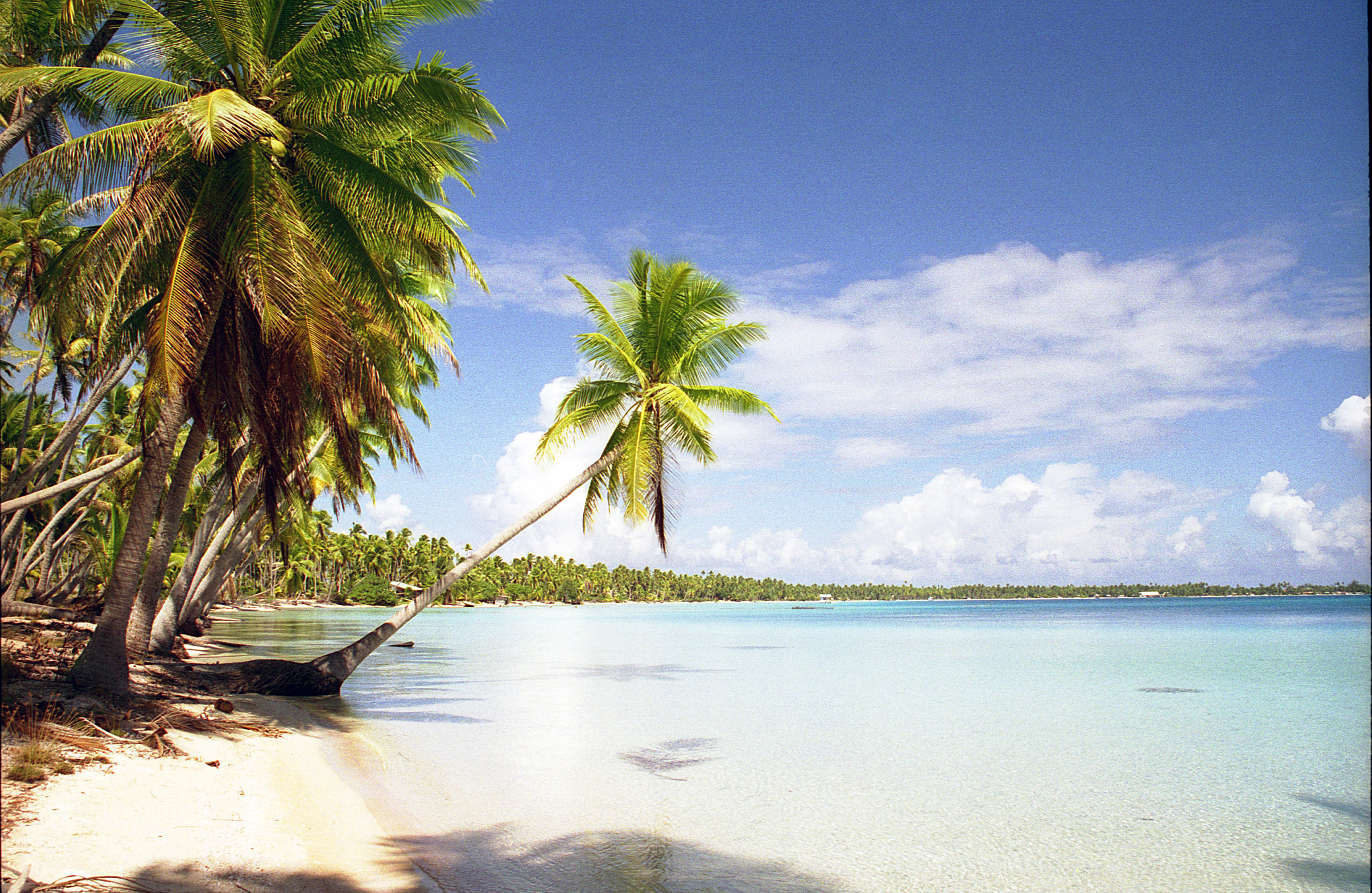
Takapoto lagúnája.

Takaroa tuamotu-szigeteki nyelven egy haragos isten neve, Te Tumu és Te Papa fia, aki felgyújtotta az eget, hogy elpusztítsa. Emellett a szigeten élt Moeava, egy hatalmas harcos és bátor hajós, aki a mai napig a tuamotu szigetcsoport sok legendáinak és dalainak mitikus hőse.
Még ma is hallani meséket a csúf Mauiról és jóképű öccséről, Kuriról. Maui feleségül vette a gyönyörű Hinát, aki azonban jobban vonzódott Kurihoz. Amikor egy nap Maui tetten érte kettejüket, öccsét kutyává változtatta. Hina elsírta bánatát bátyjának, aki egy varázserővel bíró madár volt. Kérte őt, hogy repítse el őket messzire, ahol Maui varázserejétől biztonságban lehetnek. Hina bátyja a holdra repítette el őket, ahol a mai napig láthatóak teliholdkor.
Az atollon gazdag mitológiai és vallási maradványok (maraék) találhatók, amelyet az 1930-as években tárt fel Kenneth P. Emory amerikai régész.  A 10 méter × 7 méteres, négyzet alakú Mahina-i-te-ata romok a sziget északkeleti részén találhatóak. Helyenként állnak még az egykor korall sziklából készült falak. Bizonyos részeken a fal akár a két métert is eléri. A maradványok alapos tanulmányozása még várat magára.
Az első európaiak, akik a szigetre érkeztek Willem Schouten és Jacob Le Maire holland hajósok voltak 1616-ban. A szigetnek a "Zonderground Eiland" nevet adták. Egy évszázaddal később honfitársuk Jakob Roggeveen szállt partra a szigeten, aki a szigetnek a "Schadelijk Eiland" nevet adta. 1765-ben a szigetekre érkező John Byron az Uia nevet adta a szigetnek. Az utána következő látogatók Otto von Kotzebue német-balti kutató (1816. április 22.), Jules Dumont d’Urville francia felfedező (1838), majd Charles Wilkes amerikai hajós (1839. szeptember 3.). Ez utóbbi adta a szigetnek a György király-sziget nevet.
A 19. században Takaroa szigetét a franciák magukhoz csatolták. Ekkor a területen 75 ember élt. A lakosság kókuszolajat készített, évente 10-15 tonnát (1860 tájékán).
Takaroa 1000 m hosszú pályával rendelkező repülőterét 1986-ban adták át (IATA-kód: TKX, ICAO-kód: NTKR) .

## Közigazgatás
Takapoto Takaroa települési önkormányzatához tartozik Tikei szigettel együtt.

## Infrastruktúra
Az atoll egyik délnyugati motuján építették 1973-ban a 920 méter hosszú aszfaltpályával rendelkező Takapoto repülőteret (ICAO-kód: NTGT; IATA-kód: TKP). A repülőteret az Air Tahiti kisgépei használják.
Takapotónak nincs kikötője. Fakatopatere betonos partszakasza a Csendes-óceán felőli oldalon csupán csónakok fogadására alkalmas. A Tahitiből érkező havi szállítmányozáskor a hajó lehorgonyoz a sziget közelében és csónakokkal hordják a rakományt a szigetre.
A szigeten nem épültek utak. Csak pár motun vannak földutak.
A szigeten gyöngyfarmok működnek az 1960-as évektől kezdve. A lagúnában lehorgonyzott úszófarmokat találni a mai napig. Kis mértékben kókuszból készült koprát is exportálnak a szigetről. A turizmus nem jelentős, az infrastruktúra sem igazán teszi lehetővé. Nincsenek éttermek, bárok, sem bank. Van egy posta és egy kis bolt kevés termékkel. A szigeten nincs megfelelő orvosi ellátás sem, csupán egy elsősegélynyújtó állomás.